# Aalburg
Aalburg je obec v Nizozemsku v provincii Severní Brabantsko. V roce 2011 zde žilo 12 684 obyvatel.
Aalburg vznikl v roce 1973 sloučením obcí Wijk en Aalburg, Veen a Eethen.

## Části obce
- Babyloniënbroek
- Drongelen
- Eethen
- Genderen
- Meeuwen
- Spijk
- Veen
- Wijk en Aalburg

## Galerie

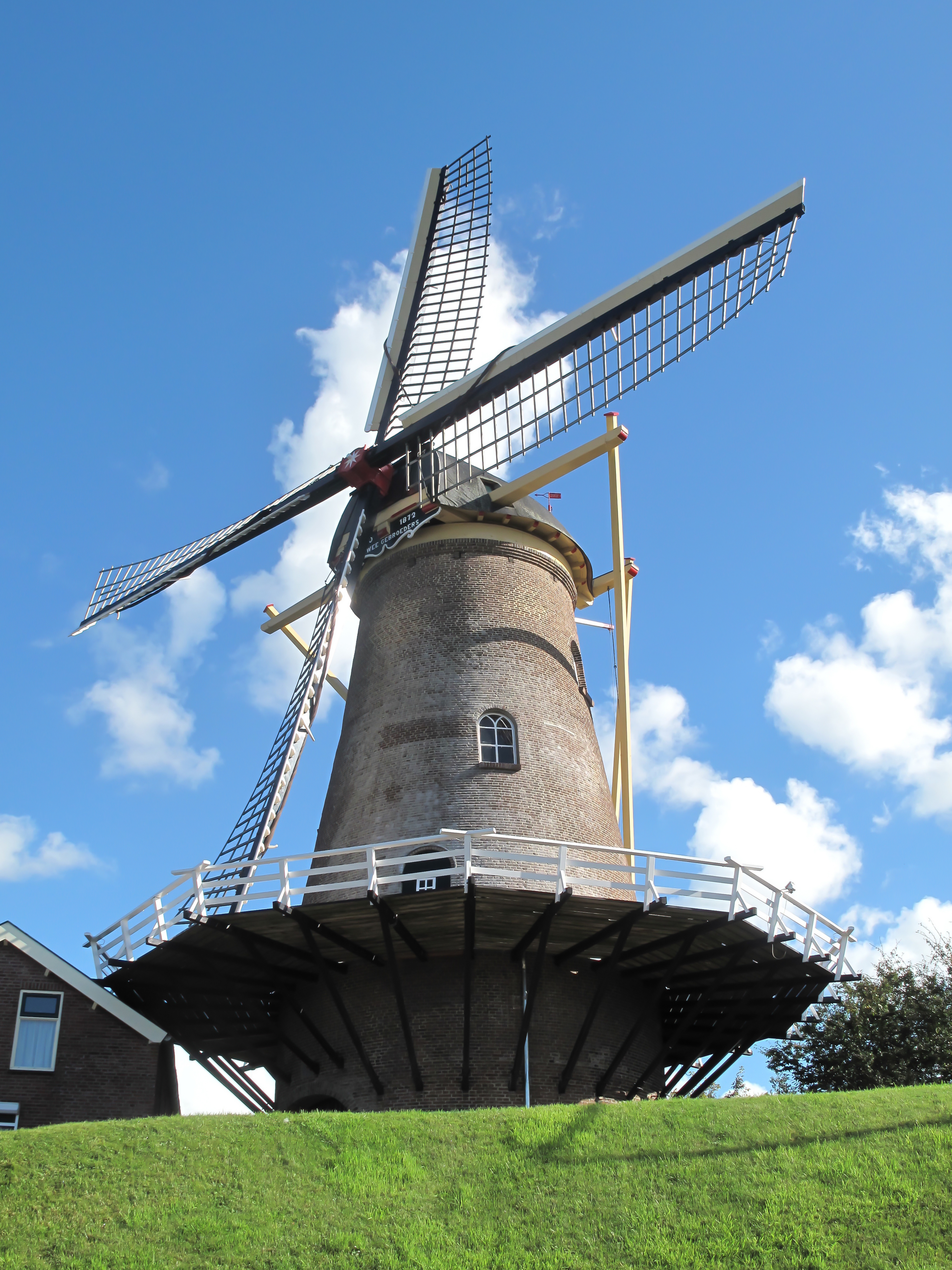
Wijk en Aalburg
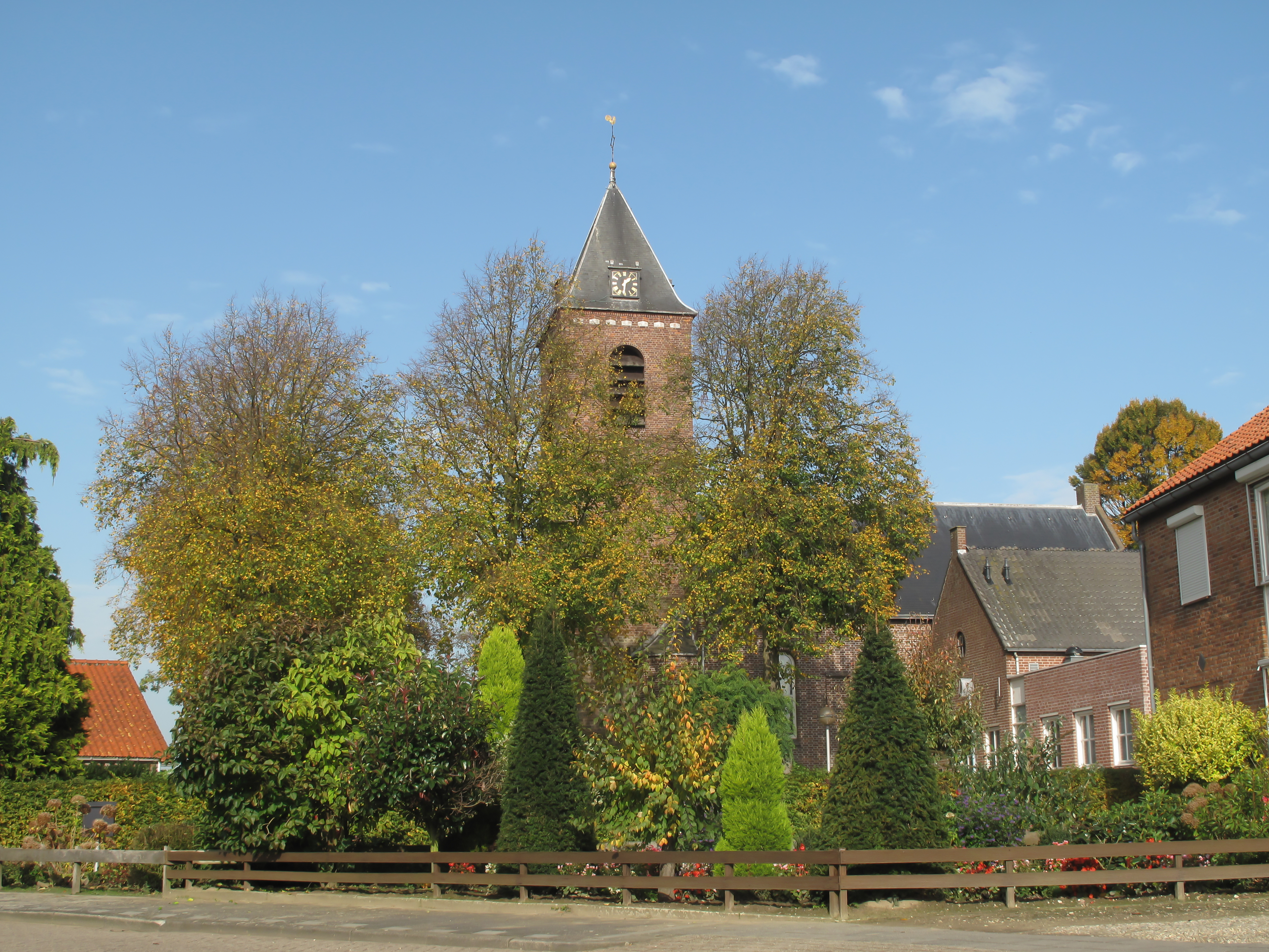
Genderen
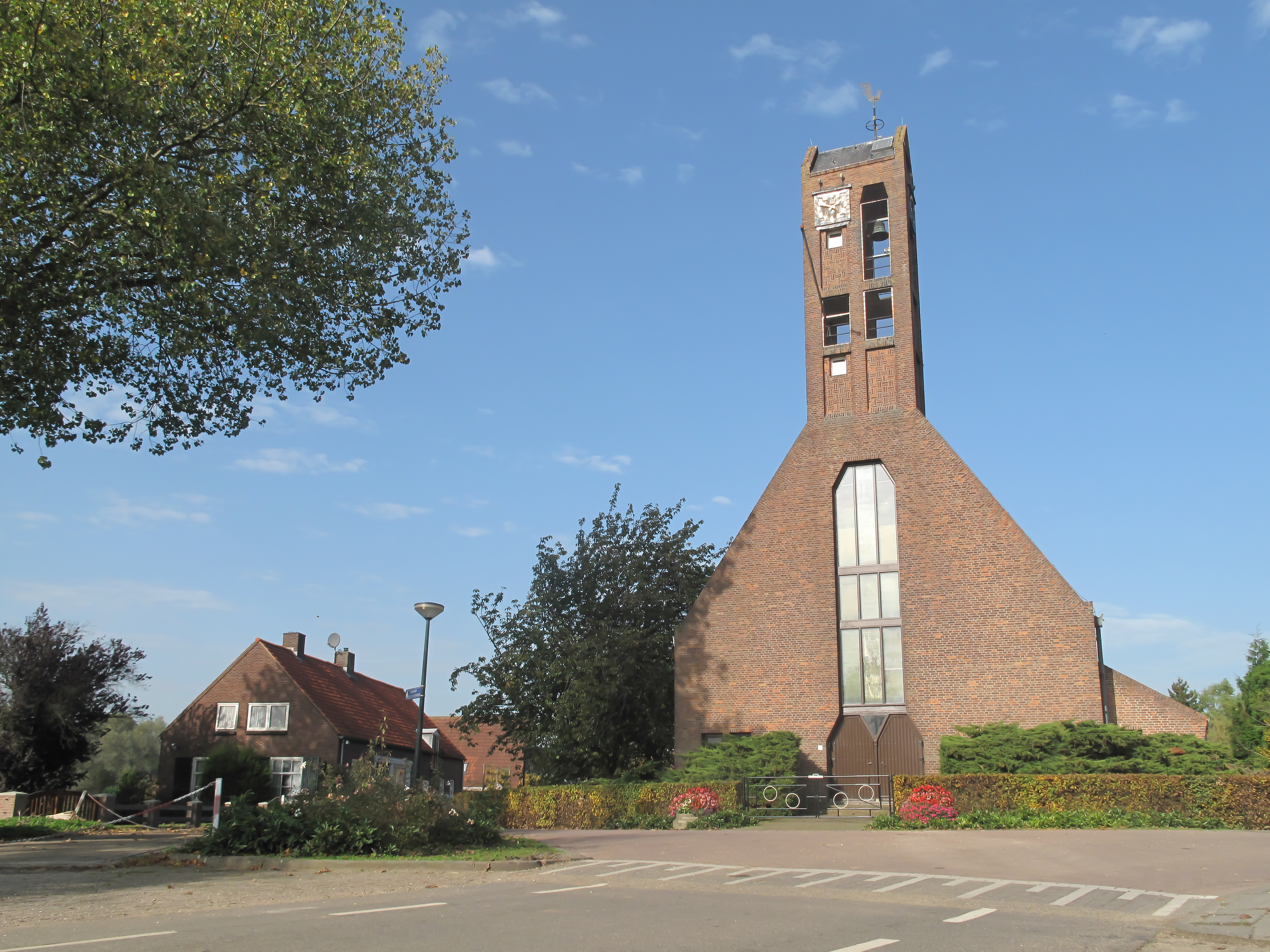
Drongelen
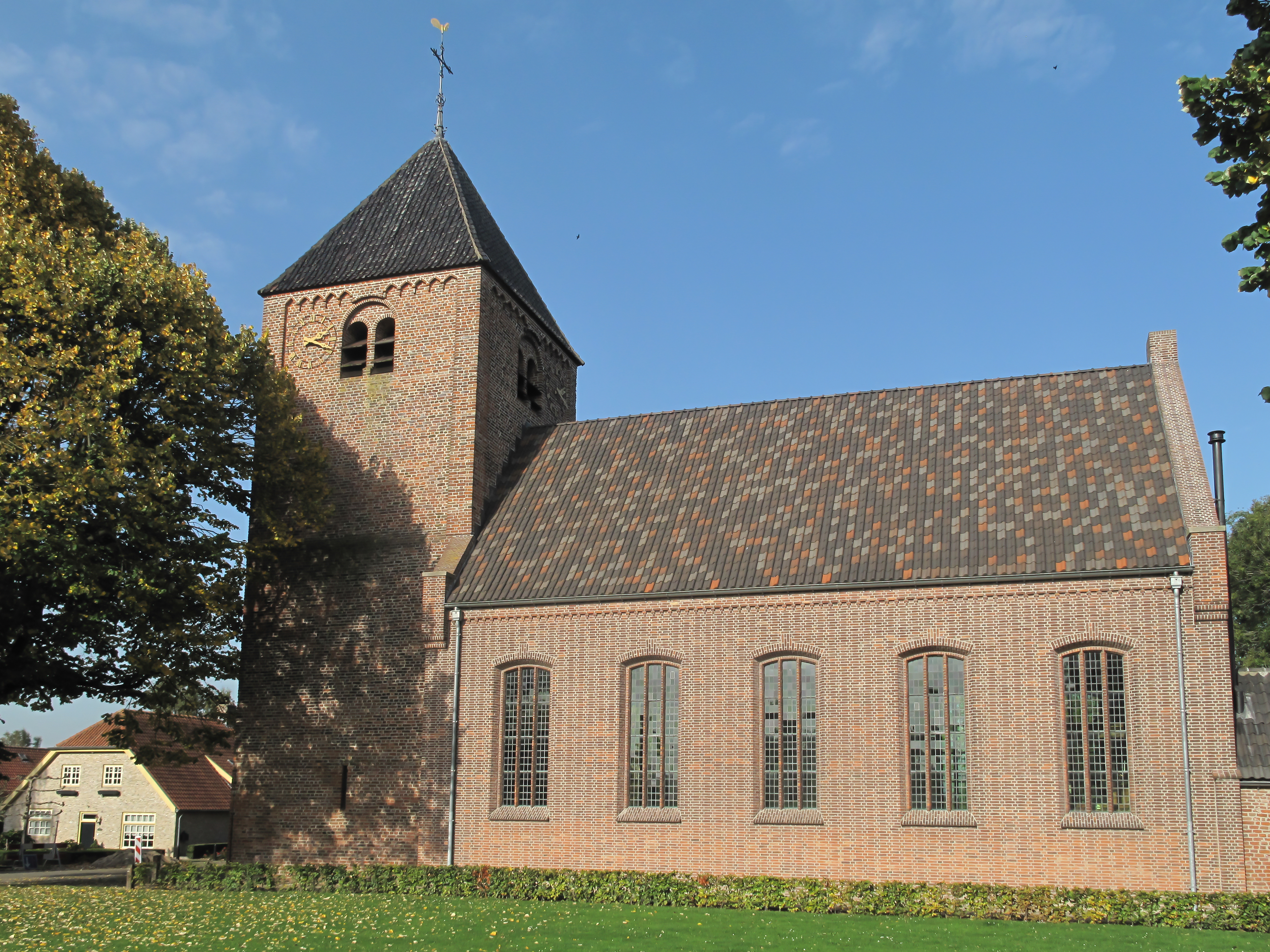
Meeuwen